# 赫里霍里夫卡 (巴赫馬奇市鎮)
51°2′8″N 32°51′13″E / 51.03556°N 32.85361°E
赫里霍里夫卡（烏克蘭語：Григорівка），是烏克蘭北部切爾尼戈夫州尼任區巴赫马奇市镇的村庄。始建於1650年，面積0.011平方公里，海拔高度140米，2006年人口1,227。